# Cymbidium nomachianum
Cymbidium nomachianum là một loài thực vật có hoa trong họ Lan. Loài này được T.Yukawa & Nob.Tanaka mô tả khoa học đầu tiên năm 2008.